# Islamische Universität Gaza

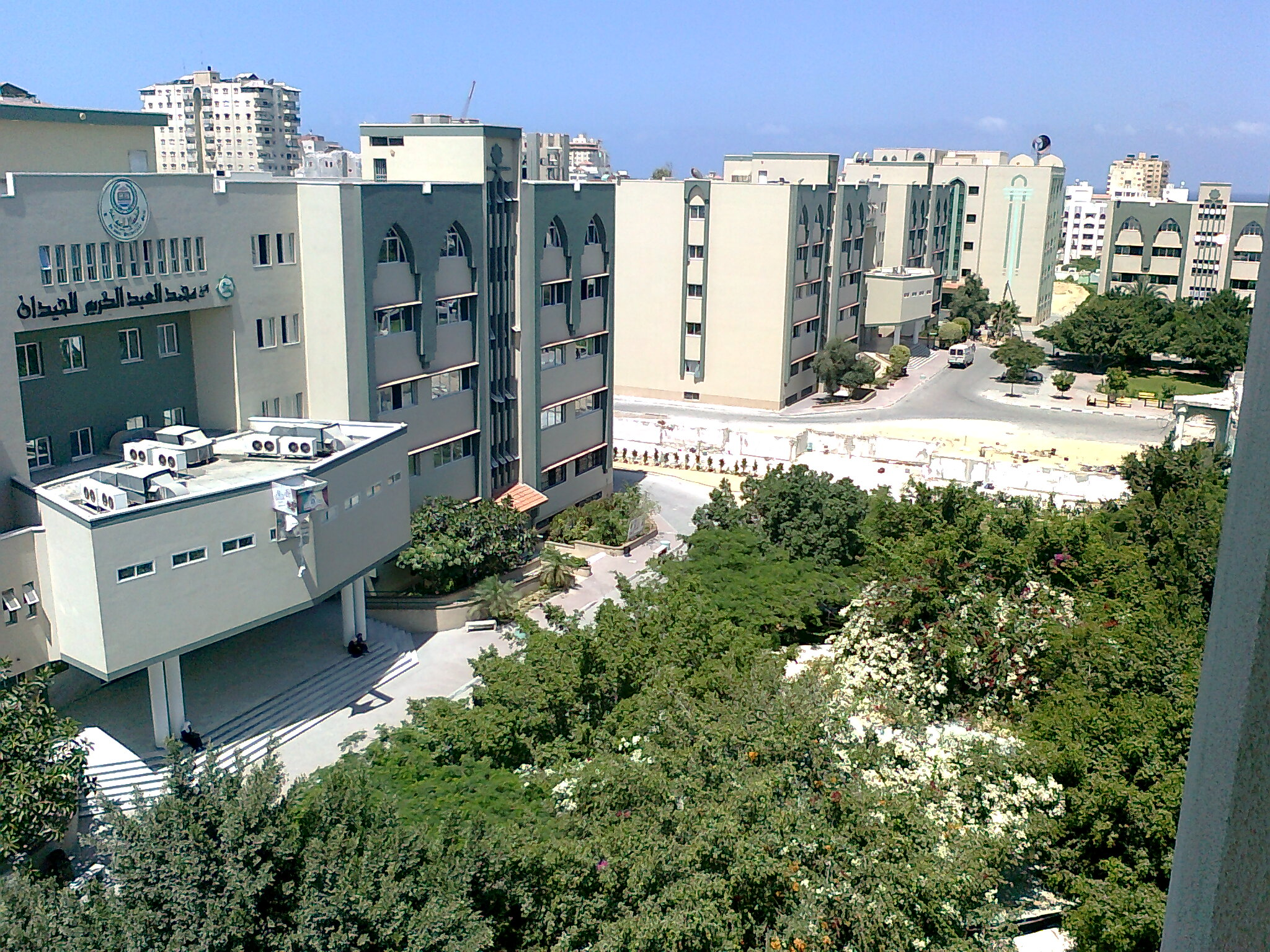
Luhaidan-Gebäude der Islamischen Universität von Gaza (2012)

Die Islamische Universität Gaza (IUG; arabisch الجامعة الإسلامية بغزة al-Dschami'a al-Islamiyya bi-Ghazza, DMG al-Ǧāmiʿa al-Islāmīya bi-Ġazza) ist die größte Universität in den Palästinensischen Autonomiegebieten.

## Geschichte
Die Islamische Universität wurde 1978 unter maßgeblichem Einfluss der Muslimbrüder in Gaza-Stadt gegründet und war die erste höhere Bildungseinrichtung im Gazastreifen. Sie bietet die Fakultäten Ingenieurwissenschaften, Naturwissenschaften, Geisteswissenschaften, Bildung, Wirtschaftswissenschaften, Islamisches Recht und Religion an. Geleitet wird die Universität von Präsident Adel M. Awadallah, der von einem Aufsichtsgremium kontrolliert wird.
Die IUG ist islamisch geprägt, fast die Hälfte der Pflichtveranstaltungen sind Religionsunterricht. Die 12.000 Studentinnen und 8.000 Studenten studieren nach islamischen Vorschriften getrennt. Zur Medizinischen Fakultät gehört auch das Türkisch-Palästinensische Freundschaft Krankenhaus, das einzige Universitätsklinikum in Gaza. Das Spital hatte etwa 30.000 Patienten pro Jahr sowie auch eine auf Krebstherapien spezialisierte Abteilung. Das Spital musste aufgrund israelischer Bombardements von Gaza im November 2023 schließen und die Krebspatienten wurden in die Türkei gebracht.
Außer der IUG befinden sich in Gaza die säkulare al-Azhar-Universität Gaza, die al-Aqsa-Universität in Gaza, die University of Palestine sowie Außenstellen der Fernuniversität Al-Quds Open University.
In der Nacht vom 28. zum 29. Dezember 2008 bombardierten israelische Flugzeuge die Universität und ein zugehöriges Gästehaus im Rahmen ihrer Operation Gegossenes Blei. Israel begründet dies damit, dass hier Waffen für die Hamas hergestellt würden. Die Universität war bereits vorher evakuiert worden.
Der Goldstone-Bericht konnte jedoch keine Informationen für eine militärische Nutzung der Gebäude finden.
Die Gebäude der Universität wurden im Krieg gegen die Hamas in Gaza 2023 von der israelischen Armee zerstört. Der im August 2023 zum neuen Präsidenten ernannte Physikprofessor Sufyan Tayeh wurde am 2. Dezember 2023 mit seiner Familie durch einen israelischen Luftangriff getötet.